# Rášid bin Sa'íd Ál Maktúm
Šejk Rašíd bin Sa'íd Ál Maktúm (11. června 1912, Dubaj – 7. října 1990 tamtéž) byl arabský politik. V letech 1979–1990 byl premiérem Spojených arabských emirátů, 1971–1990 viceprezidentem SAE. V letech 1958–1990 byl emírem emirátu Dubaj, k jehož rozvoji zásadním způsobem přispěl (přístav Rašíd z roku 1972, tunel Šindaga z roku 1975, přístav Džebel Ali z roku 1977, Dubaj World Trade Centre z roku 1978 a další).

## Rozvoj Dubaje
Šejk Rašíd bin Sa'íd Ál Maktúm byl zodpovědný za transformaci Dubaje z malého shluku osad v blízkosti Dubajského zálivu na moderní přístavní město a obchodní centrum. Jeho slavná linka "Můj dědeček jezdil na velbloudu, otec jezdil na velbloudu, já řídím Mercedes, můj syn řídí Land Rover, jeho syn bude řídit Land Rover, ale jeho syn bude jezdit na velbloudu" vyjadřovala jeho obavy, že dubajská nafta, která byla objevena v roce 1966 a jejíž těžba byla zahájena v roce 1969, se vyčerpá během několika generací. Proto usiloval o rozvoj ekonomiky Dubaje, aby zajistil její fungování i po ukončení těžby ropy, a byl hnací silou celé řadě významných infrastrukturních projektů, které podporují Dubaj jako regionální centrum pro obchod:
1. Port Rašíd (otevřeno v roce 1972)
2. Al Shindagha tunel (otevřen v roce 1975)
3. Přístav Džebel Alí / Jebel Ali Port (otevřen v roce 1979)
4. Dubai World Trade Centre (postaven v roce 1978)
5. Druhé významné rozšíření Dubajského zálivu (1970)
6. Dubaj Dry docks (otevřeno v roce 1983)

## Vztah k jiným emirátům
V roce 1946 byl Dubaj v patové situaci vztahů s Abu Zabí v době, kdy se hlavní představitel Dubaje, šejk Rašíd, dostal do pohraničního ozbrojeného sporu mezi oběma emiráty, dosáhl však sblížení s Katarem. Dcera šejka Rašída Marjam se v roce 1961 provdala za katarského emíra. 
V roce 1966 Indie provedla devalvaci rupie, a Katar a Dubaj přijaly jako platidlo rupii Perského zálivu jako společnou měnu, zatímco Abu Zabí přijala měnu Bahrajnu – dinár.[zdroj?]
Kuvajtský emír pomohl emirátu Dubaj s financováním rozšíření Dubajského zálivu, což velmi přispělo ke zlepšení obchodních aktivit v oblasti. Projekt vyústil v dubajské rostoucí obchodní činnosti i výstavbou přístavu Port Rašíd, která začala v roce 1969.
Šejk Rašíd se podílel na připojení se Dubaje k Abu Zabí a k dalším severním Emirátům. V roce 1971 byly vyhlášeny Spojené arabské emiráty a v roce 1973 Dubaj přijala jednotnou měnu SAE, dirham.
Jebel Ali Port byl založen v roce 1979, a v roce 1985 bylo vytvořeno svobodné celní pásmo kolem přístavu Džebel Alí – Free Zone (JAFZ). Na konci roku 1990 se JAFZ vyvinul do obchodního svobodného pásma.

## Rodina
Šejk Rašíd Ál Maktúm byl ženatý s šejkou Latifou bint Hamdan Ál Nahjan, dcerou šejka Hamdana bin Zajeda Ál Nahjana. Manželé měli čtyři syny a čtyři dcery:
1. Maktúm bin Rašíd Ál Maktúm (1943–2006)
2. Hamdan bin Rašíd Ál Maktúm (* 1945)
3. Mohammed bin Rašíd Ál Maktúm (* 1949)
4. Ahmed bin Rašíd Ál Maktúm (* 1950)
5. Marjam bint Rašíd Ál Maktúm provdaná za Ahmeda bin Ali Ál Thaniho
6. Fátima bint Rašíd Ál Maktúm. [ Upravit překlad ] provdaná za Rašída bin Chalífu Ál Maktúma - mají jednoho syna a dceru

Mohammed a Latifa 1996
1. Hassa bint Rašíd Ál Maktúm provdaná za Ahmada bin Maktúma bin Juma Ál Maktúma, mají děti Latifu a Rašída
2. Maitha bint Rašíd Ál Maktúm
3. Šajcha bint Rašíd Ál Maktúm provdaná za saúdského princ, knížete Abdulazíze bin Saúda bin Mohammed Ál Saúd známého jako Ál Samer, věhlasný básník. Maželé mají syny Rašída (1996) a Saúd Mohammeda

Oba jeho předchůdci byli předsedy vlády SAE a jeho nástupcem byl jeho syn, šejk Maktúm bin Rašíd Ál Maktúm, šejk Maktúm bin Rašíd byl v letech 1971–1979 předsedou vlády Spojených arabských emirátů a po otcově smrti dne 7. října 1990 nastoupil na jeho místo jako vládce Dubaje, kde byl až do své smrti 4. ledna 2006. Po Maktúmové smrti v roce 2006, další ze synů šejka Rašíd, Mohammed bin Rašíd Ál Maktúm převzal jeho úřad a je v současné době místopředsedou a předsedou vlády Spojených arabských emirátů a vládce Dubaje.
Šejk Rašíd byl bratr šejka Ahmeda bin Sa'íd Ál Maktúm, který je v současné době předsedou letecké společnosti Emirates.
Jeho dcera Marjam bint Rašíd Ál Maktúm se provdala za katarského emíra Ahmada bin Alí Ál Tháního.